# Norwegian Sky
Die Norwegian Sky ist ein Kreuzfahrtschiff der Reederei Norwegian Cruise Line (NCL). Es wurde auf den Werften Bremer Vulkan und der Lloyd Werft Bremerhaven gebaut und im Jahr 1999 fertiggestellt.

## Geschichte

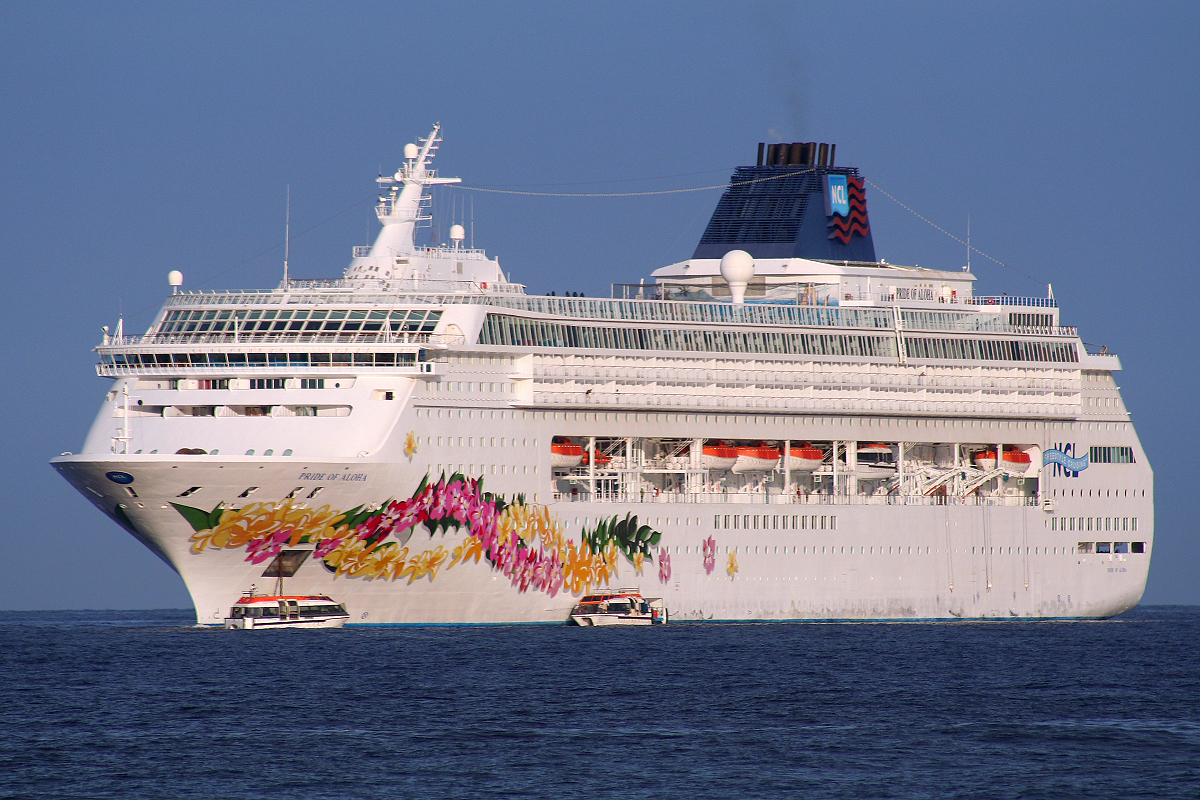
Die Pride of Aloha (2007)

Der Bau des ursprünglich als Costa Olympia für die Reederei Costa Crociere geplanten Schiffes begann im Jahr 1996 bei Bremer Vulkan. Die Ablieferung der Costa Olympia war zunächst für Mitte 1997 geplant. Die Reederei zog den Bauauftrag nach Fertigstellung des Schiffsrumpfes zurück, was wesentlich zum Untergang des Bremer Vulkan beitrug. Nach dem Konkurs der Werft wurde der Rumpf des Schiffes zur Lloyd Werft in Bremerhaven gebracht. Das unfertige Schiff kaufte die Reederei Norwegian Cruise Line und ließ es bis 1999 bei der Lloyd Werft fertigstellen. Die Norwegian Sky wurde am 28. Juli 1999 abgeliefert und kam unter der Flagge der Bahamas mit Heimathafen Nassau in Fahrt. Es erhielt den Namen Norwegian Sky. Fortan wurde sie überwiegend in Alaska eingesetzt.
Am 24. September 1999 lief die Norwegian Sky im Sankt-Lorenz-Strom auf Grund.
Im Juni 2004 ging das Schiff an die im Jahr 2003 neu gegründete NCL America, einer Tochtergesellschaft von Norwegian Cruise Line, die ausschließlich Kreuzfahrten nach Hawaii durchführt. Sie wurde in Pride of Aloha umbenannt und kam unter der Flagge der USA mit Heimathafen Honolulu in Fahrt.
Im Sommer 2008 wurde das Schiff an die Muttergesellschaft NCL zurückgegeben und erhielt am 14. Juli 2008 wieder den Namen Norwegian Sky. Das Schiff fährt seitdem wieder unter der Flagge der Bahamas mit Heimathafen Nassau. Im Juni 2012 kaufte die Reederei die Norwegian Sky, nach einem vorangegangenen Charter-Vertrag, für 260 Millionen US-Dollar.
Anfang April 2025 gab NCL bekannt, dass das Schiff ab 2026 an die indische Reederei Cordelia Cruises verchartert werde. Sie wird als erstes Schiff seit 17 Jahren die NCL-Flotte verlassen.

## Einsatz
Die Norwegian Sky fährt ganzjährig ab Miami nach Kuba und zu den Bahamas.

## Schwesterschiffe
Costa Crociere bestellte neben der Costa Olympia noch ein weiteres Schiff, die Costa Victoria. Ein weiteres Schwesterschiff ist die ebenfalls von Norwegian Cruise Line betriebene Norwegian Sun.